# Taphrina rhomboidalis
Taphrina rhomboidalis är en svampart som beskrevs av Syd., P. Syd. & E.J. Butler 1911. Taphrina rhomboidalis ingår i släktet Taphrina och familjen häxkvastsvampar.   Inga underarter finns listade i Catalogue of Life.